# SafetyBUS p
SafetyBUS p ist ein Standard für die fehlersichere Feldbus-Kommunikation in der Automatisierungstechnik. Er erfüllt SIL 3 der IEC 61508 sowie die Sicherheitskategorie Kat. 4 der EN 954-1 respektive Performance Level „e“ (Kat.4) der Nachfolgenorm EN ISO 13849.

## Entstehung
SafetyBUS p wurde in den Jahren 1995 bis 1999 von der Firma Pilz GmbH & Co. KG entwickelt. Ziel war es einen Feldbus für die Kommunikation von Daten im Sinne der Maschinensicherheit bereitzustellen.
Bereits seit 1999 wird die Technologie des SafetyBUS p durch die Nutzerorganisation Safety Network International e.V. (vormals SafetyBUS p Club International e.V.) verwaltet, in der die Mitglieder an der Weiterentwicklung des SafetyBUS p arbeiten.

## Einsatz
Der hauptsächliche Einsatz von SafetyBUS p besteht in der Kommunikation von Daten mit sicherheitsrelevantem Inhalt. SafetyBUS p kommt dabei überall dort zum Einsatz, wo die zeitliche und inhaltliche Konsistenz von kommunizierten Daten zur Absicherung von Gefahren erforderlich ist. Es kann sich bei den Gefahren um die Gefährdung von Leib und Leben handeln, aber auch um die Absicherung von Wirtschaftsgütern.
Typische Einsatzgebiete sind:
- Fabrikautomation (z. B. Automobilfertigung, Pressen)
- Transporttechnik (z. B. Seilbahnen, Fahrgeschäfte)

SafetyBUS p kann eingesetzt werden bei Anwendungen mit sicherheitstechnischen Anforderungen bis zu SIL 3 der IEC 61508 oder Kat. 4 der EN ISO 13849-1.

## Technologie
SafetyBUS p basiert technologisch auf dem Feldbus-System CAN. Neben den bereits in CAN definierten OSI-Schichten 1 und 2 für die Bitübertragung und Sicherung kommen bei SafetyBUS p zusätzliche Mechanismen zur Absicherung der Übertragung in den Schichten 2 und 7 hinzu.

### Fehlermechanismen
Zur Erkennung von Übertragungs- und Gerätefehlern kommen bei SafetyBUS p folgende Mechanismen zum Einsatz:
- Laufende Nummern
- Zeiterwartung
- Echo
- Kennung für Sender und Empfänger
- Datensicherung (CRC)

### Technische Daten
Die durch die Technologie bestimmten Rahmendaten des SafetyBUS p sind wie folgt:
- Maximal 64 Busteilnehmer pro Netz
- Bis zu 4000 E/A Punkte pro Netz
- Übertragungsraten 20 bis 500 kBaud, je nach Netzausdehnung
- Einzelne Netzsegmente können bis zu 3500 m Ausdehnung haben.
- Mehrere Netzsegmente sind koppelbar
- Garantierte Fehlerreaktionszeiten bis zu 20 ms sind realisierbar
- Geeignet für Anwendungen nach SIL 3 der IEC 61508 sowie Kat. 4 der EN ISO 13849
- Optionale Spannungsversorgung der Geräte über das Buskabel
- Teilnetze sind in Funk-Technologie, mit fiberoptischen Kabeln sowie als Infrarot-Verbindung realisierbar.

### Geräte
In SafetyBUS-p-Netzen kommen ausschließlich sicherheitstechnische Geräte zum Einsatz. Diese sind in der Regel intern mehrkanalig aufgebaut. Der sicherheitstechnische Einsatz der Geräte erfordert im Normalfall eine Zertifizierung der Sicherheit durch autorisierte Prüflabore. Diese prüfen die Geräte entsprechend den geltenden Normen und Bestimmungen. Eine funktionale Prüfung erfolgt durch die Nutzerorganisation Safety Network International e.V.

## Organisation
Seit 1999 existiert die Nutzerorganisation Safety Bus p Club International e.V., in der sich Hersteller und Anwender von SafetyBUS p zusammengeschlossen haben. Die Organisation wurde 2006 in Safety Network International e.V. umbenannt. Neben der internationalen Organisation existieren zwei weitere regionale Organisationen: Japan, im Jahr 2000 gegründet, und USA, gegründet im Jahr 2001.
Die Organisation entwickelt das System weiter, so konnte SafetyNET p als Nachfolger bereitgestellt werden.